# 円成寺 (葛飾区)
円成寺（えんじょうじ）は、東京都葛飾区西新小岩にある日蓮宗の寺院。山号は黄金山。旧本山は大本山法華経寺(中山門流)、達師法縁(繁珠会)。

## 歴史
天正元年（1573年）、日和が創建した。承応2年（1653年）に火災により焼失し、翌承応3年（1654年）、日周により再興された。元禄2年（1689年）、中山法華経寺を退隠した日周が鎮守として七面堂と番神堂を修復した。文化3年（1806年）、七面堂と番神堂を合殿して再建し、文政5年（1822年）、日広（24世）の代に本堂を再建し入仏供養を行った。明治維新で衰退するが明治29年（1896年）日譲（28世）の代に七面堂を修理した。昭和3年（1928年）日応（33世）の代には庫裡を新築した。昭和8年（1933年）本堂を改修した。昭和41年（1966年）客殿を新築した。

## 交通アクセス
- 新小岩駅より徒歩約15分（経路案内）。

## 関連資料
- 「上平井村」『新編武蔵風土記稿』 巻ノ26葛飾郡ノ7、内務省地理局、1884年6月。NDLJP:763979/26。